# Alabama zászlaja
Alabama zászlaján egy vörös andráskereszt látható, mely a Konföderáció hadizászlójának legfontosabb motívumát idézi, melyen kék andráskereszt szerepelt fehér csillagokkal.